# Mathieu Valbuena
Mathieu Valbuena (* 28. září 1984 Bruges) je francouzský profesionální fotbalista, který hraje na pozici ofensivního záložníka za kyperský klub Apollon Limassol. Mezi lety 2010 a 2015 odehrál také 52 utkání v dresu francouzské reprezentace, v nichž vstřelil 8 branek.

## Klubová kariéra
S fotbalem začal v dětství v klubu ES Blanquefort. V klubu FC Libourne působil s amatérským statutem. S klubem dosáhl v sezoně 2005/06 na postup do Ligue 2, což byl historicky nejlepší výsledek od sloučení místních klubů Libourne a Saint-Seurin v roce 1998. Valbuena byl na konci sezóny jmenován nejlepším hráčem ligy, díky čemuž se na něj zaměřila pozornost klubů z vyšších soutěží.

### Olympique Marseille

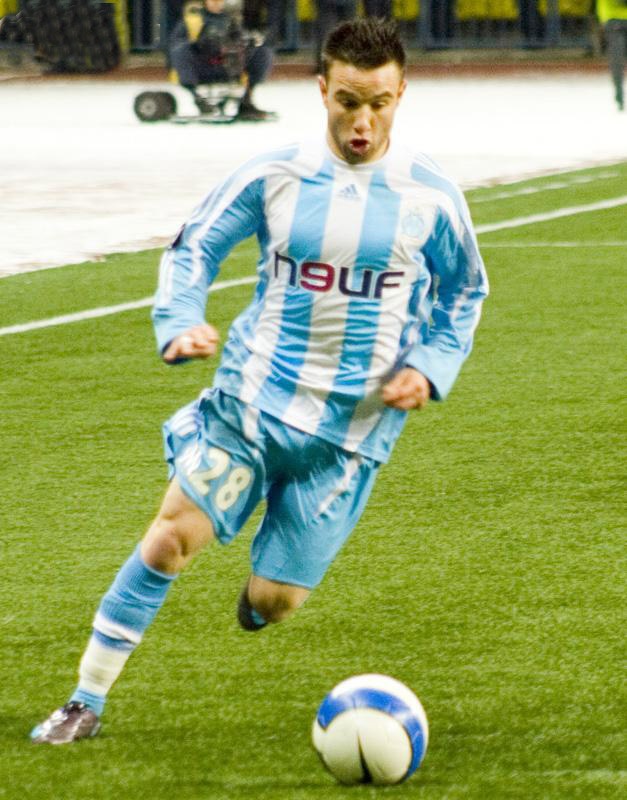
Mathieu Valbuena v dresu Olympique de Marseille.

9. června 2006 podepsal první profesionální smlouvu s klubem Olympique Marseille. Podepsal ji na tři roky a dostal dres s číslem 28.
V sezóně 2009/10 vyhrál s klubem Ligue 1. Na začátku sezóny 2010/11 se Marseille utkal v Trophée des champions 2010 (francouzský Superpohár) s vítězem Coupe de France - týmem Paris Saint-Germain FC, kterého zdolal až v penaltovém rozstřelu poměrem 5:4. Valbuena hrál v základní sestavě až do 61. minuty. Stejnou trofej vyhrál i v roce 2011.

### Dynamo Moskva
O letní pauze v roce 2014 přestoupil do ruského prvoligového celku FK Dynamo Moskva. Dynamo za něj mělo podle informací médií zaplatit okolo 7 miliónů eur (192 miliónů tehdejších korun). V Dynamu působil pouze rok.

### Lyon
V letech 2015–2017 hrál za Olympique Lyon.

### Fenerbahçe
V létě 2017 přestoupil do tureckého klubu Fenerbahçe SK.

### Olympiakos
Do řeckého Olympiakosu Pireus zamířil 34letý Valbuena v létě 2019, a to jako volný hráč.

## Reprezentační kariéra
Mathieu Valbuena nehrál v žádném mládežnickém výběru Francie. Do A-mužstva jej díky jeho skvělým výkonům v Marseille povolal reprezentační trenér Raymond Domenech pro zápas s Anglií v březnu 2008. Mathieu však utrpěl zranění a tak musel start v národním týmu oželet.
V A-mužstvu Francie debutoval až 26. května 2010 v přátelském utkání proti hostující Kostarice a byla to fantastická premiéra! Nastoupil v průběhu druhého poločasu a vítězným gólem rozhodl o vítězství domácího týmu 2:1.
Byl v 23členné nominaci na Mistrovství Evropy ve fotbale 2012 v Polsku a Ukrajině, na šampionátu ale nenastoupil.

### Mistrovství světa 2010
Zanechal dobrý dojem a trenér Raymond Domenech jej vzal na Mistrovství světa 2010 v Jihoafrické republice, které se však Francii nevyvedlo. Postoupila na něj po sporné baráži s Irskem, kde Thierry Henry nahrával na rozhodující gól Williamu Gallasovi po zpracování míče rukou. První zápas 11. června s Uruguayí skončil bezbrankovou remízou, Valbuena nehrál. 17. června přišla porážka 0:2 s Mexikem a 22. června prohra 1:2 s domácí Jižní Afrikou. Tyto výsledky znamenaly umístění na poslední čtvrté příčce základní skupiny A a brzké vyřazení francouzské reprezentace. Proti Mexiku střídal Sidneyho Govou v 69. minutě a proti Jihoafrické republice se na hřiště opět nedostal.

### Mistrovství světa 2014
Trenér Didier Deschamps jej nominoval na Mistrovství světa 2014 v Brazílii. Francouzi vypadli na šampionátu ve čtvrtfinále s Německem po porážce 0:1. Valbuena vstřelil jeden gól v utkání základní skupiny E proti Švýcarsku (výhra 5:2).

## Úspěchy

### Individuální
- Tým roku Ligue 1 podle UNFP – 2007/08,[19] 2012/13[20]